# 甘当基
甘当基，是缅甸若開邦妙乌县弥蓬镇区下辖的一个城镇。

## 历史
2016年8月24日发生的地震使甘当基一座古寺32座古塔中的两座倒塌。